# Coupe de France de hockey sur glace 1993-1994
La Coupe de France de hockey sur glace 1993-1994 s'achève le 30 avril 1994. La finale s'est jouée à Grenoble et a opposé les Brûleurs de Loups de Grenoble aux Huskies de Chamonix. Les joueurs locaux se sont imposés sur le score de 5 buts à 4 au terme de la prolongation.

## Déroulement de la compétition

### Premier tour
Les équipes sont réparties en deux poules géographiques. Grenoble et Rouen sortent de la poule A, Amiens et Reims de la poule B.

### Quarts de finale
Les matchs ont eu lieu le 19 avril 1994.
- Albatros de Brest 1-2 Orques d'Anglet
- Huskies de Chamonix 10-2 Pingouins de Morzine
- Gothiques d'Amiens 2-9 Flammes Bleues de Reims
- Brûleurs de Loups de Grenoble 9-2 Dragons de Rouen

### Demi-finales
Les matchs ont eu lieu le 23 avril 1994.
- Flammes Bleues de Reims 0-3 Huskies de Chamonix
- Orques d'Anglet 2-4 Brûleurs de Loups de Grenoble

### Finale
La finale de cette édition a lieu le 30 avril 1994 à Grenoble.
- Brûleurs de Loups de Grenoble 5-4 Huskies de Chamonix